# 가미가이토 겐이치
가미가이토 겐이치(일본어: 上垣外 憲一, 1948년 5월 3일~)는 일본의 역사가이다. 전공분야는 한일교류사 및 비교문화, 비교문학론이며, 오사카부 사립대학인 데즈카야마가쿠인 대학의 부학장을 맡고 있다.

## 약력
나가노현 마쓰모토시에서 태어났으며, 1972년에 도쿄 대학 교양학과의 독일어 전공으로 졸업하였고, 1977년에는 동 대학원 비교문학 비교문화박사 과정을 수료하였다. 도요 대학 조교수, 국제일본문화연구 센터 조교수 및 교수, 데즈카야마가쿠인 문학부 교수등을 역임하였다. 1989년 저술한 《아메노모리 호슈》로 산토리 학예상을 받았다. 1996년에는 〈나카라이 도스이(半井桃水)의 조선관〉으로 도쿄대에서 박사학위를 받았다.